# Dniprovka, Djankoi
Dniprovka (în ucraineană Дніпровка) este un sat în comuna Mîrnivka din raionul Djankoi, Republica Autonomă Crimeea, Ucraina.

## Demografie
Componența lingvistică a localității Dniprovka
     Rusă (61,62%)
     Tătară crimeeană (25,3%)
     Ucraineană (11,55%)
     Alte limbi (0,4%)
Conform recensământului din 2001, majoritatea populației localității Dniprovka era vorbitoare de rusă (61,62%), existând în minoritate și vorbitori de tătară crimeeană (25,3%) și ucraineană (11,55%).